# Portrait de Jan Six (estampe)
Pour le tableau de Rembrandt du même nom, voir Portrait de Jan Six (tableau).
Le Portrait de Jan Six (néerlandais : Jan Six) est une gravure à l'eau-forte de Rembrandt réalisée en 1647. Répertoriée sous la notation B. 285, elle a été réalisée en cinq états. Elle est notamment conservée au Rijksmuseum d'Amsterdam, au British Museum à Londres et au musée de l'Ermitage à Saint-Pétersbourg.
Cette estampe est considérée par plusieurs spécialistes comme l'une des plus belles et abouties techniquement de l'artiste.

## Description
Jan Six (1618-1700) est un bourgmestre, écrivain et collectionneur d'art néerlandais, figure importante du siècle d'or néerlandais. Il était proche de Rembrandt, qui en a également fait un portrait peint en 1654. Dans la composition de l'eau-forte, « aux hachures soigneusement finies et à l'ingénieux éclairage », il figure debout, dans un intérieur sombre, lisant nonchalamment adossé à une fenêtre sur la droite,.
Sa position à contre-jour fait que son visage est illuminé seulement par la réflexion de la lumière sur le livre qu'il lit — composition originale pour un portrait formel. Le livre, de même que l'épée de cérémonie sur la table, et la peinture au mur, soulignent son rang social et culturel, mais l'atmosphère est d'abord celle de la réflexion et de l'étude,.
Stylistiquement et techniquement, le travail de Rembrandt est méticuleux, sans économie de moyens, et tranche avec nombre de ses œuvres. Pour rendre l'absorption progressive de la lumière dans l'intérieur de la pièce et les éclats des surfaces où elle se réfléchit, trois couches successives de vernis ont été superposées.

## Réception
Il s'agit selon Edme-François Gersaint du « plus cher morceau de ce Maître [...] une des plus belles choses que Rembrandt ait fait[es] ».
Dans son catalogue d'exposition de 1986, le musée du Petit Palais estime que le Portrait de Jan Six est la plus belle plaque.
En 2013, Claude-Jean Darmon qualifie Jan Six (1647) de « chef-d'œuvre, sans exagération, [qui compte] parmi les eaux-fortes qui atteignent le plus performant degré d'achèvement », ajoutant que « jamais graveur n’avait fait sourdre de l’eau-forte des timbres noirs aussi profonds que ceux de Jan Six ».